# Kreis Tirana
Der Kreis Tirana (albanisch Rrethi i Tiranës) war einer der 36 Verwaltungskreise Albaniens, die im Sommer 2015 nach einer Verwaltungsreform aufgehoben worden sind. Der Kreis mit einer Fläche von 1238 km² gehörte zum Qark Tirana. Er hatte 687.123 Einwohner (2011). Benannt wurde der Kreis nach dem Hauptort Tirana, der auch die Hauptstadt von Albanien ist.

## Geographie
Das Gebiet lässt sich grob in drei geographische Regionen unterteilen: Eine Ebene, die sich vom südlichen Stadtrand Tiranas nach Nordwesten in Richtung Adriatisches Meer ausdehnt, das Hügelland westlich und südlich davon und dem östlich an die Ebene und das Hügelland anschließende Skanderbeggebirge.

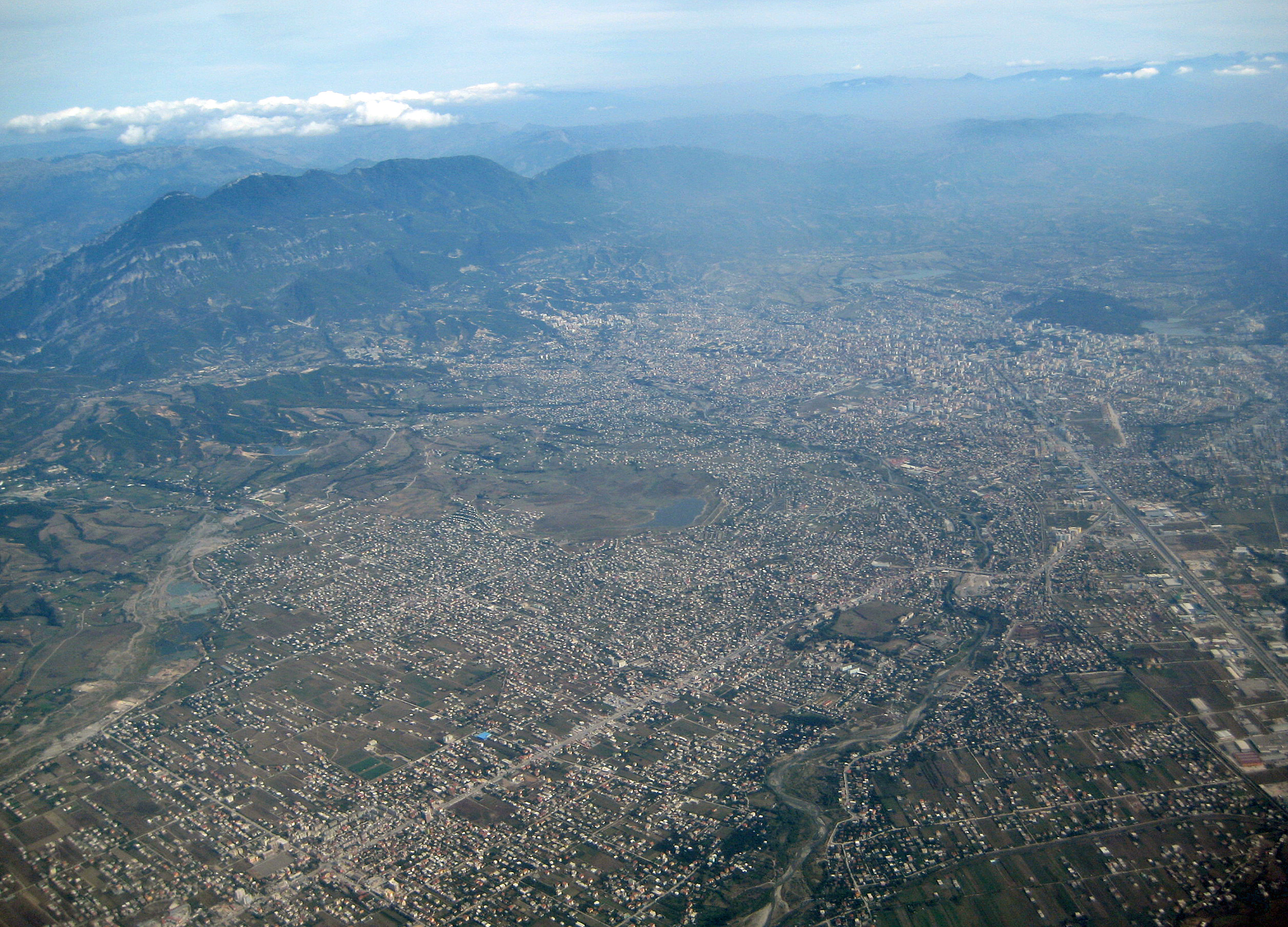
Umgebung Tiranas aus der Luft (2008)

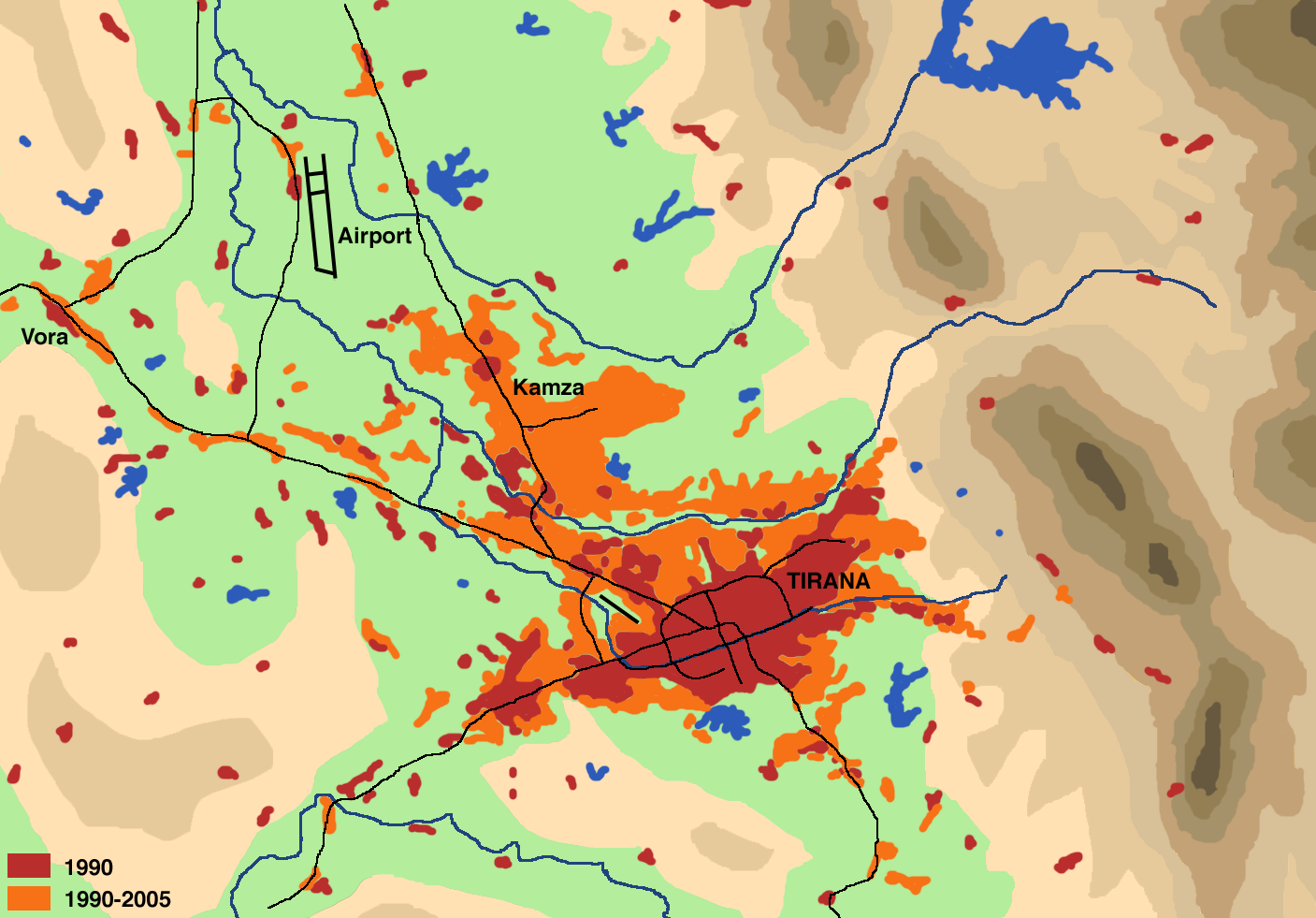
Siedlungsfläche in der Region Tirana 1990 und 2005

Die Ebene bei Tirana ist Schwemmland der aus den Bergen austretenden Flüssen Zeza, Tërkuza, Tirana (Lumi i Tiranës) und Lana, die zusammen weiter nördlich den Ishëm bilden. Zusammen mit der Stadt Tirana, an deren Rändern die Ebene langsam in Hügelland ansteigt, gehört das Gebiet zu den Regionen des Landes, die in den Transformationsjahren seit dem Zusammenbruch des Kommunismus die größte Veränderung erfahren haben. Tirana entwickelte sich zu einer lebendigen Großstadt mit 418.495 Einwohnern (Volkszählung 2011) und vielen neuen Gebäuden. Die Stadt dehnt sich immer mehr ins Umland aus. Insbesondere entlang der Straße nach Durrës, die die Ebene an ihrem Südrand quert, sind zahlreiche Dienstleistungsbetriebe entstanden: Albaniens Coca-Cola-Fabrik machte den Anfang, und schnell danach siedelten sich darum Autokonzerne, Speditionen und Grossisten, andere Fabriken sowie Einkaufszentren an. Entlang der Straße nach Norden am östlichen Rand der Ebene finden sich insbesondere Baufirmen und Baumateriallieferanten. Tirana ist heute mit allen Nachbarorten zusammengewachsen: Am nordwestlichen Stadtrand sind rund um den Ort Kamza Slums entstanden, wo sich Tausende von Landflüchtlingen aus Albaniens Norden niedergelassen haben. Diese Elendsviertel dokumentieren die Wandlung der Region besonders dramatisch, hat sich doch die Einwohnerzahl Kamzas in den 1990ern verzehnfacht und beträgt heute 66.841 Einwohner (Volkszählung 2011). Auch andere Orte haben große Veränderungen erfahren – so zählten Kashar im Westen mit 43.353 Einwohnern (Volkszählung 2011) und Paskuqan im Norden mit 37.349 Einwohnern (Volkszählung 2011) zu den zehn einwohnerreichsten Gemeinden des Landes, bevor sie in Tirana respektive Kamza eingemeindet wurden. Auch die beiden Nachbargemeinden im Süden und Osten, Farka (22.633 Einwohner) und Dajt (20.139 Einwohner), gehörten zu den größten Gemeinden Albaniens (Volkszählung 2011). Im Süden der Stadt, wo auch der Große Park von Tirana liegt, ist die Bebauung noch etwas weniger dicht.
Im Nordwesten der Ebene von Tirana liegt der Flughafen Tirana, dessen Abfertigungsgebäude aber bereits im nördlich angrenzenden Qark Durrës liegen. Abseits dieser Hauptverkehrsachsen ist die Ebene noch immer wichtiges Landwirtschaftsgebiet. Bei Valias südöstlich vom Flughafen wurde früher Braunkohle gefördert.

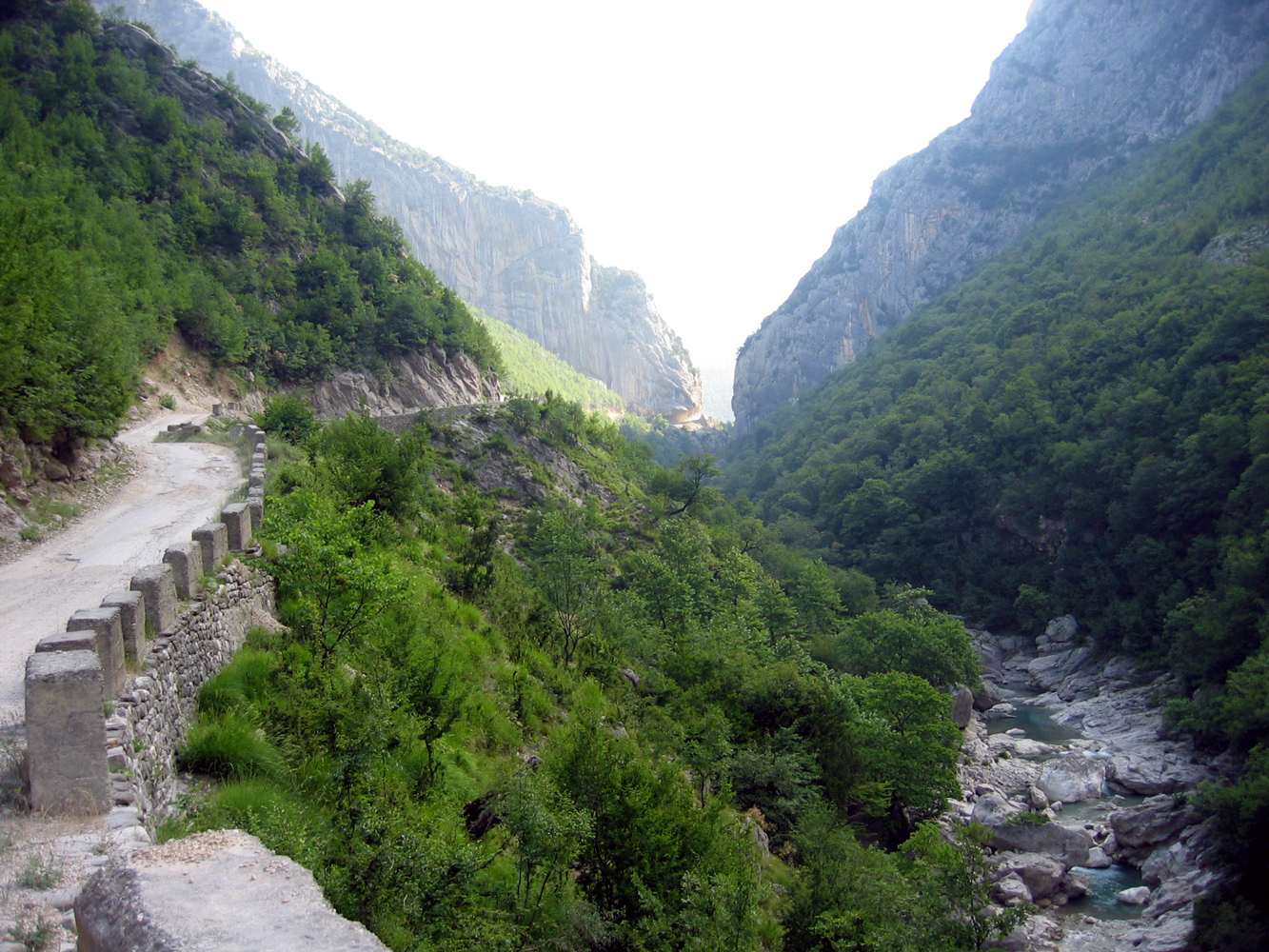
Schlucht des Tirana-Flusses nördlich des Dajti

Das Hügelland versperrt den direkten Zugang von Tirana und der nördlichen Ebene zum Meer und nach Durrës. Der langgezogene nördliche Ausläufer Kodra e Gjatë (lange Hügel) westlich von Tirana erreicht eine Höhe von 491 m ü. A. Er flacht gegen Norden immer weiter ab und läuft zuletzt als spitzes Kap Rodon rund 50 km nordwestlich von Tirana ins Meer aus. Bei Vora bildet die Hügelkette einen Durchgang von nicht einmal 60 m Höhe. Hier passieren Eisenbahn, Autobahn, Landstraße, Hochspannungsleitung und früher auch ein Bewässerungskanal den Hügelzug. Weiter südlich sticht der aus den Bergen kommende Fluss Erzen in einem Tal mit breitem Boden durch die Hügel. Südlich vom Erzen erstrecken sich die Kodrat e Krabës (Krraba-Hügel), die gegen Süden immer weiter an Höhe gewinnen (bis 932 m ü. A.). Sie stellen eine natürliche Sperre zwischen Tirana und Elbasan im Shkumbin-Tal dar und werden nur an einer Stelle unweit des höchsten Punktes von einer Straße überquert.
Bei der Bergwerks-Stadt Krraba, wo Kohle gefördert wird, geht das Hügelland allmählich in Bergland über. Gegen Norden ist der Unterschied abrupter: Die Berge der Kruja-Kette steigen steil aus der Ebene hervor: Die Spitze des Dajti (1613 m ü. A.) ist kaum zehn Kilometer vom Tiranas Zentrum entfernt. Zusammen mit dem südlich gelegenen Priska-Berg (1365 m ü. A.) bildet der Dajti die Kernzone des Dajti-Nationalparks mit einer Fläche von 29.384 Hektaren, der nicht nur Teile der Kruja-Kette, sondern praktisch das ganze gebirgige Hinterland der Region umfasst. Die Kruja-Kette wird regelmäßig von tief eingeschnittenen Schluchten durchzogen: Sämtliche Flüsse durchqueren die in Nord-Süd-Richtung verlaufende Bergkette von Osten nach Westen. Im Nordosten wird die Tërkuza in einer solchen Schlucht zum Bovilla-Reservoir gestaut, das wie das Wasserkraftwerk Lanabregas am Fuße des Dajti der Wasserversorgung von Tirana dient. Das Reservoir mit einem Volumen von 80.000.000 m³ ist seit Dezember 1998 in Betrieb. Weitere Schluchten bilden der Tirana-Fluss nördlich des Dajti und der Erzen südlich des Priska-Berges. Hinter dieser Bergkette liegt sehr abgeschiedenes Bergland. Im Osten wird die Region von einer weiteren hohen Bergkette abgeschlossen, deren höchster Punkt, der Berg Shën Noi i Madh (1848 m ü. A.), zugleich höchster Punkt des Kreise war. Diese bildet die Wasserscheide zum Tal des Mat, die die Grenze zum Kreis Mat war. Ein weiterer Teil dieses Gebirgszugs sind die Mali me Gropa (Berg mit Löchern), eine karge Karstlandschaft, die von unzähligen Dolinen durchsetzt ist und an die Mondoberfläche erinnert. Ihr höchster Punkt ist die Maja e Miçekut të Shënmërisë mit 1848 m ü. A.

## Geschichte

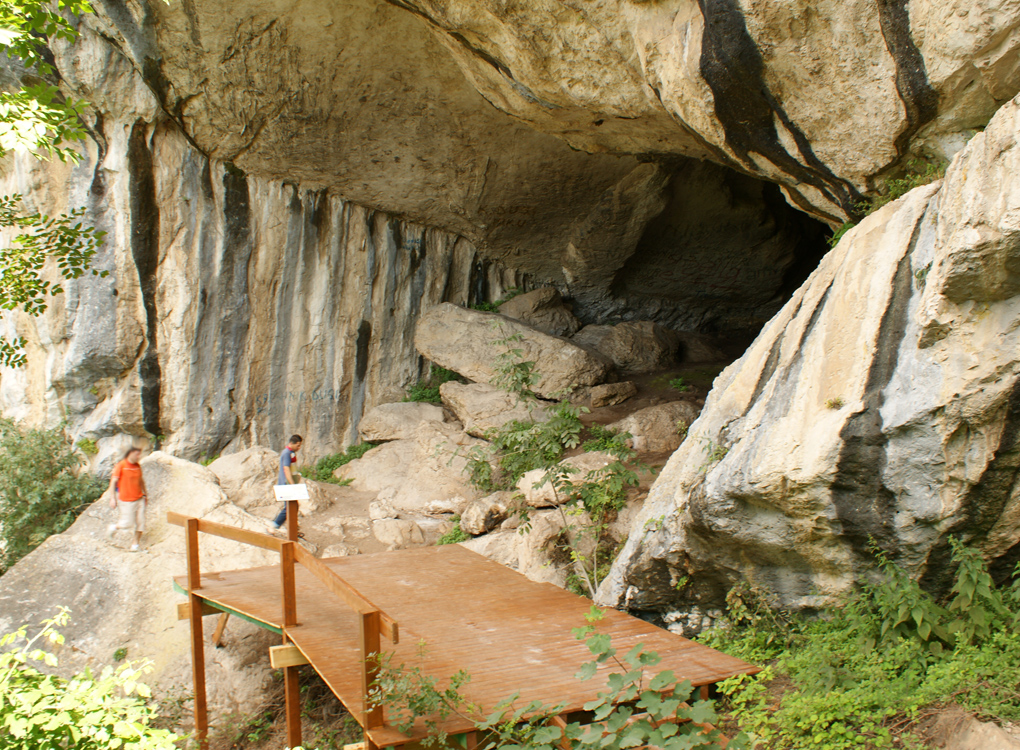
Shpella e Zezë bei Pëllumbas

Obwohl die Stadt Tirana erst im Jahr 1614 gegründet wurde, hat die Region eine sehr lange Geschichte: Spuren erster Besiedelung durch Menschen gehen auf die Altsteinzeit zurück. Bei Rrëza e Dajtit am Fuße des Dajtis und in der großen Pëllumbas-Höhle in der Erzen-Schlucht Gryka e Skronës bei Pëllumbas wurden zahlreiche Fundstücke aus dieser und späteren Epochen entdeckt. Aus der Eisenzeit stammt die Festung Kalaja e Dorzit auf einem 477 m ü. A. hohen Hügel rund 20 km südwestlich von Tirana. Die Schutzanlage ist von einer 300 m langen Steinmauer umgeben. Eine weitere Festung stammt aus der illyrischen Epoche (3. und 2. Jahrhundert vor Christus): Die Burg Persqop befindet sich östlich des Dorfes Petrela auf einem Berg. Erhalten ist nur noch ein 30 m langes und 6 m hohes Fragment der Steinmauer. In der Burg wurde auch ein Grab entdeckt.

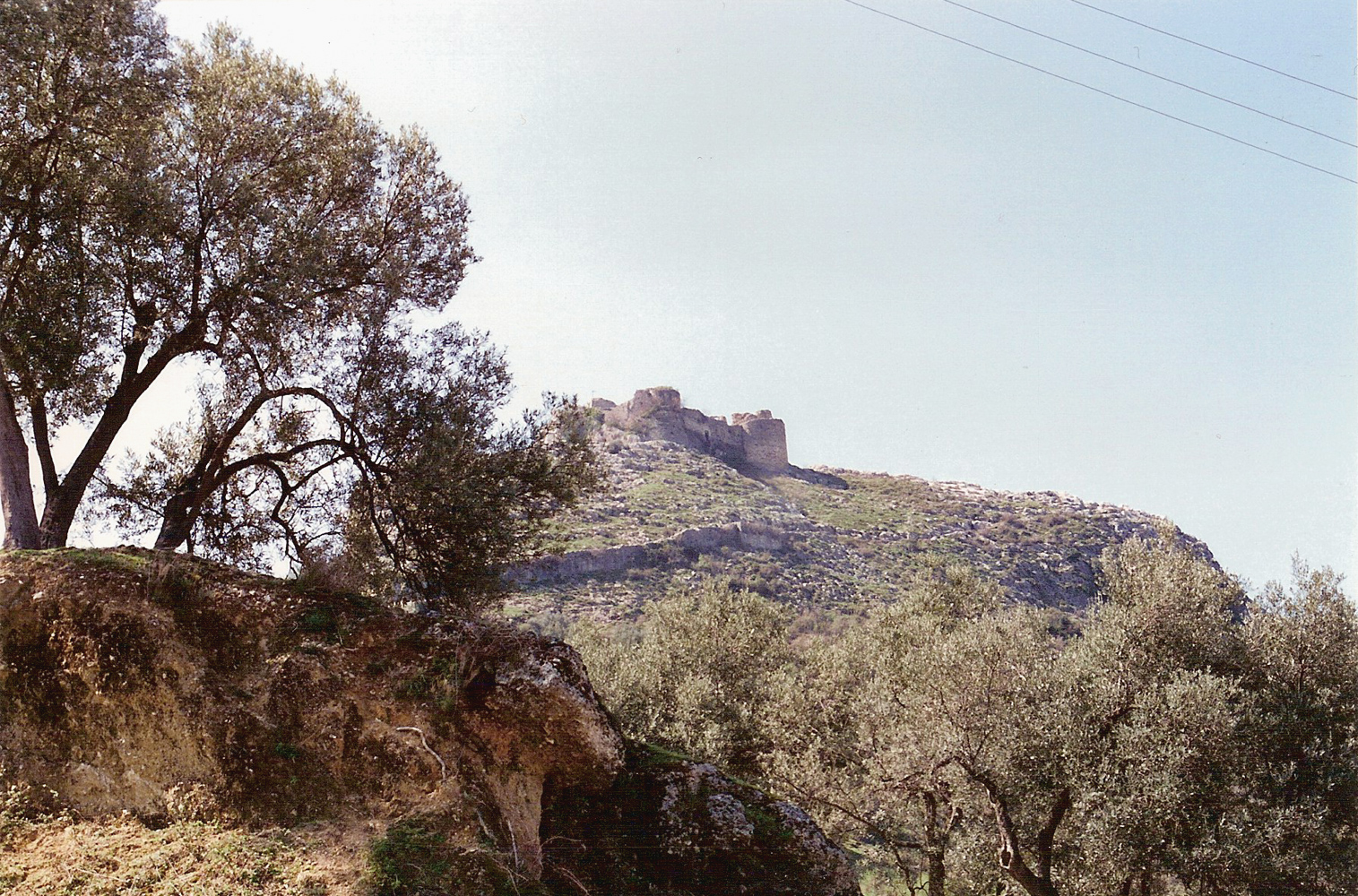
Burg Petrela vor dem Bau eines Restaurants

In der Spätantike und im Mittelalter wurden etliche Burgen errichtet, die die Region und die diversen Handelswege kontrollieren und beschützen sollten. Bei Tirana kreuzten sich Routen von Norden nach Süden mit denjenigen, die die Küste im Westen mit den zentralen Bereichen des Balkans verbanden. Die berühmteste und für Besucher am besten zugängliche Burg ist diejenige von Petrela, die im 15. Jahrhundert Teil von Skanderbegs Verteidigungssystem war. Die Burg liegt auf einem spitzen Berg westlich des Dorfes, das ganze Erzen-Tal überblickend. Die ersten Befestigungen stammen wahrscheinlich aus dem 3. Jahrhundert. Im 9. Jahrhundert wurde die Anlage ausgebaut und diente den zahlreichen lokalen Herrschern Mittelalbaniens als Stützpunkt. Später kam noch eine äußere Umfassungsmauer hinzu, die die eher kleine, aber wehrhafte Burg auf der Spitze absicherte. Zu Skanderbegs Zeiten war sie Teil eines Verteidigungssystems, wobei Warnsignale von einer Burg zur nächsten weitergeleitet werden konnten.
Am Westhang des Dajtis auf rund 1200 m ü. A. liegen die Überreste der Dajti-Burg, die im 4. Jahrhundert errichtet wurde und eine Kontrolle über weite Gebiete erlaubte. Eine weitere Festung liegt am Nordwestfuß des Dajtis beim Dorf Tujan. Diese Burg stammt aus etwa der gleichen Zeit und kontrollierte die durch die Schlucht des Tirana-Flusses führende Straße nach Osten. Im 6. Jahrhundert ließ Justinian im heutigen Stadtzentrum Tiranas eine Festung errichten – im Gegensatz zu allen anderen Anlagen steht diese nicht auf einem Hügel, sondern in der Ebene. Noch ein wenig älter sind Mosaikreste einer frühchristlichen Kirche in Tirana. Am westlichen Rand der Ebene von Tirana wacht noch heute die Burg von Preza, vermutlich erst von den Osmanen im 15. Jahrhundert errichtet. Weitere Befestigungsanlagen befanden sich bei Ndroq – zwischenzeitlich wohl eine Kleinstadt über dem Erzen an einer engen Stelle westlich von Petrela –, bei Lalmi am südwestlichen Stadtrand Tiranas am nördlichen Erzen-Ufer und bei Shën Gjergj im Osten des Gebiets an der Straße nach Mat und Dibra. Ein weiteres Stück osmanisches Erbe ist die Türbe der Braut beim Dorf Mullet im Erzen-Tal.
Beim Dorf Vrap im Südwesten fand 1902 ein Bauer auf seinem Feld einen Gold- und Silberschatz, der unter anderem neun Goldgefäße, 30 Silbergefäße und Teile von Kleidungsaccessoires umfasste. Die Objekte waren im 8. Jahrhundert von Awaren hergestellt worden. 39 Stück davon sind heute im Metropolitan Museum of New York.
Im Zweiten Weltkrieg kam es in den Hügeln und Bergen rund um Tirana immer wieder zu geheimen Treffen der Widerstandskämpfer. Im Dorf Peza südwestlich Tiranas wurde am 16. September 1942 auf der sogenannten Konferenz von Peza eine überparteiliche Nationale Befreiungsbewegung ins Leben gerufen. Im August 1943 einigten sich Kommunisten und Nationalisten im Dorf Mukja nördlich von Tirana über die weitere Zusammenarbeit und die Strukturen des Widerstands.

## Verkehr

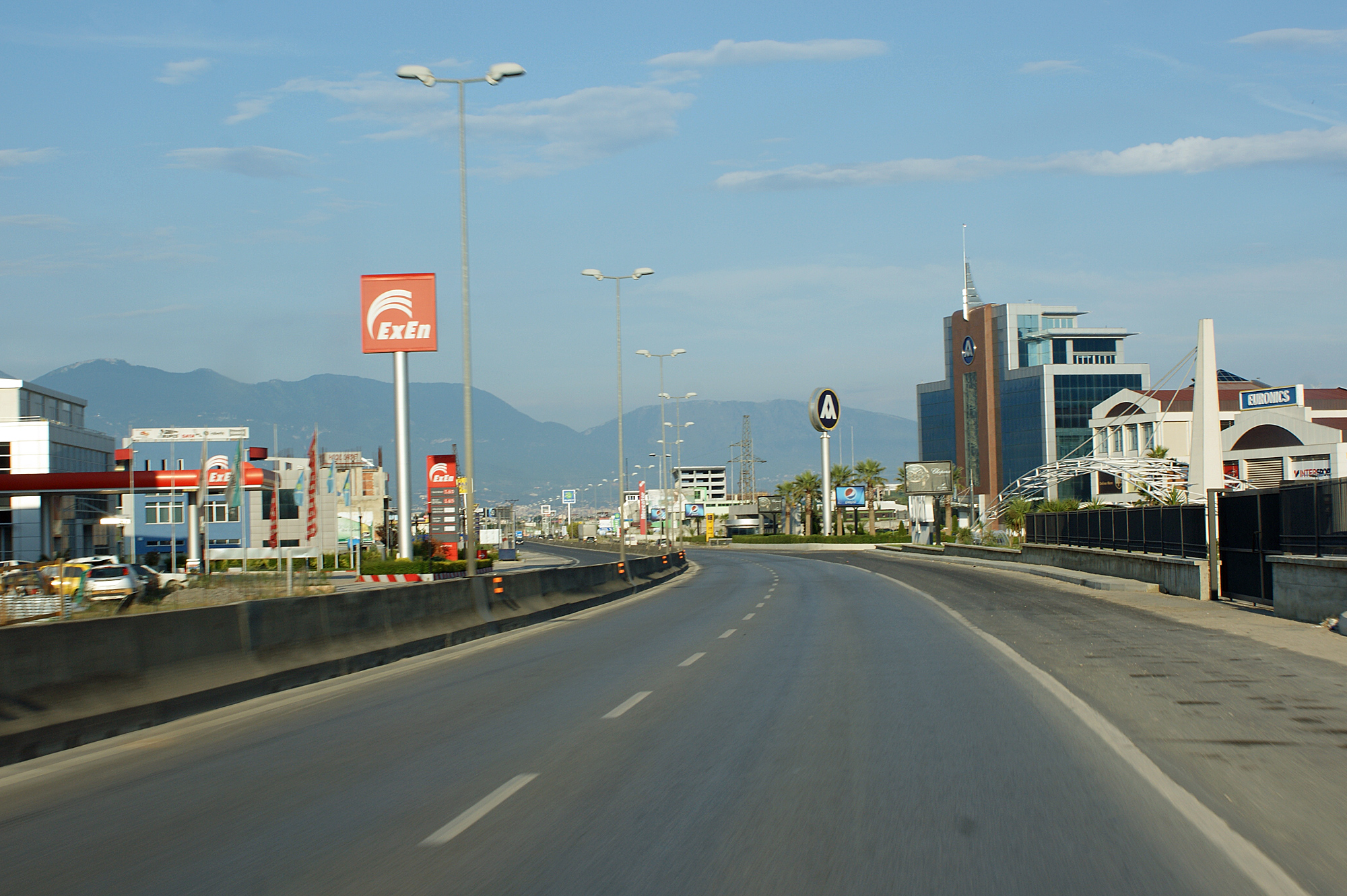
Autobahn und Gewerbe zwischen Vora und Tirana

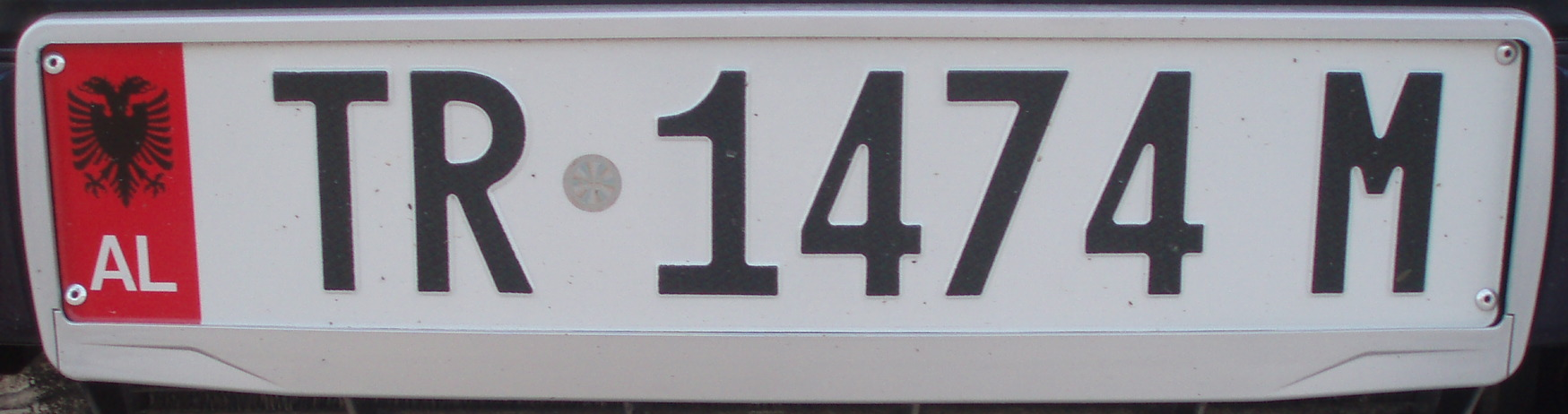
Altes Nummernschild aus Tirana

Tirana ist an einer Kreuzung alter Handelswege gegründet worden. Heute ist Tirana selber das Zentrum, von wo aus wichtige Verkehrsverbindungen weglaufen, allerdings nur noch in drei Richtungen. Der Weg nach Osten ist heute lediglich eine unbedeutende, nur der lokalen Versorgung dienenden Nebenstraße in schlechtem Zustand. Ansonsten ist Tirana heute ein wichtiger Verkehrsknotenpunkt mit Straßenverbindungen nach Norden, Süden und Westen sowie Zugsanbindung und dem einzigen internationalen Flughafen des Landes. Abseits dieser Achsen sind aber viele Gebiete der Region abgelegen und kaum zugänglich.
Autobahn und Eisenbahn verlassen den Kessel von Tirana in nordwestlicher Richtung. Entlang dieser Verkehrsachse nach Durrës haben sich in den letzten Jahren eine fast lückenlose Kette von Dienstleistungs-, Handels- und industriellen Produktionsbetrieben angesiedelt, darunter auch die Einkaufszentren Qendra Tregtare Univers und Citypark. Ein weiterer Verkehrsknotenpunkt liegt bei Vora auf halbem Weg zwischen Tirana und Durrës. Hier geht die Straße nach Nordalbanien (Teil der A1) ab wie auch die Eisenbahnlinie nach Shkodra.
Weitere wichtige Straßen führen von Tirana direkt nach Norden, auf einer südlicheren Route nach Durrës sowie als SH3 über den Krraba-Pass nach Elbasan. Das Straßennetz rund um Tirana wird laufend ausgebaut, um dem immer weiter zunehmenden Verkehr gerecht zu werden. Ende 2006 wurde die Straße von Vora nach Norden nach Fushë-Kruja erneuert. Für die Verbindung nach Elbasan wird eine neue Autobahn A3 östlich der bestehenden Passstraße gebaut, deren Kernstück, der 2200 Meter lange Krraba-Tunnel, und die meisten anderen Teilstücke bereits für den Verkehr freigegeben sind. Zugleich wird eine neue Umfahrungsstraße errichtet, die das Stadtzentrum entlastet. Der Flughafen, dessen neuen Terminal Anfang 2007 eröffnet wurde, erhielt ebenfalls eine neue Anbindung. Er musste zwischenzeitlich wegen steigenden Flugfrequenzen weiter ausgebaut werden und soll einen Eisenbahnanschluss erhalten. Die Straßenverbindung durchs Gebirge nach Osten, die Rruga e Arbërit, ist zurzeit im Bau.
Der Autoverkehr ist in Tirana zu einem vielseitigen Problem geworden. Während noch 1991 kein privater Autobesitz erlaubt war, verstopfen jetzt Zehntausende Autos die Straßen der Stadt. Neben dem Stau durch die vielen Autos auf engen Straßen ist auch der von ihnen verursachte Smog ein ernsthaftes Problem: Viele Autos sind älteren Baujahrs und die Abgase ziehen aus dem Kessel von Tirana nur schlecht ab. Als Entlastung ist der Bau einer Schnellbahn bis zum Flughafen vorgesehen. Der öffentliche Nahverkehr wird fast gänzlich durch Busse bewältigt.

## Gemeinden
Das Gebiet des ehemaligen Kreises gehört heute zu den Gemeinden (Bashkia) Kamza, Tirana und Vora.
| Name        | Einwohner | Gemeindeart | gehört heute zu |
| ----------- | --------- | ----------- | --------------- |
| Tirana      | 418.495   | Bashkia     | Tirana          |
| Kamza       | 66.841    | Bashkia     | Kamza           |
| Vora        | 10.901    | Bashkia     | Vora            |
| Baldushk    | 4.576     | Komuna      | Tirana          |
| Bërxull     | 9.883     | Komuna      | Vora            |
| Bërzhita    | 4.973     | Komuna      | Tirana          |
| Dajt        | 20.139    | Komuna      | Tirana          |
| Farka       | 22.633    | Komuna      | Tirana          |
| Kashar      | 43.353    | Komuna      | Tirana          |
| Krraba      | 2.343     | Komuna      | Tirana          |
| Ndroq       | 5.035     | Komuna      | Tirana          |
| Paskuqan    | 37.349    | Komuna      | Kamza           |
| Petrela     | 5.542     | Komuna      | Tirana          |
| Peza        | 6.272     | Komuna      | Tirana          |
| Preza       | 4.727     | Komuna      | Vora            |
| Shëngjergj  | 2.186     | Komuna      | Tirana          |
| Vaqarr      | 9.106     | Komuna      | Tirana          |
| Zall Bastar | 3.380     | Komuna      | Tirana          |
| Zall Herr   | 9.389     | Komuna      | Tirana          |